# Luna Park (Buenos Aires)
El Luna Park es un tradicional estadio cubierto de Buenos Aires, Argentina, donde se realizaron actividades artísticas y deportivas, fundado por Ismael Pace y José Lectoure en 1931. Fue propiedad de la familia Lectoure hasta el año 2013, año en el que tras el fallecimiento de su última propietaria, Ernestina Devecchi de Lectoure, su propiedad fue transferida a una sociedad conformada por Cáritas Argentina y la Sociedad Salesiana de San Juan Bosco, según lo expresado en el testamento de Lectoure.
Se encuentra ubicado en la manzana delimitada por las calles Bouchard, Lavalle y las avenidas Eduardo Madero y la tradicional Corrientes en el barrio de San Nicolás. En 2025, después de que se difundieran  rumores de que sería demolido, se anunció que el Luna Park va a aumentar su capacidad de espectadores, además de la construcción de un estacionamiento.

## Historia
La construcción corrió a cargo del arquitecto de origen húngaro Jorge Kálnay. El escenario fue inaugurado con los bailes de carnaval de 1932 y la primera función boxística sucedió el 5 de marzo de ese año con tres tribunas (no había graderías sobre la calle Lavalle) y sin techo, que posteriormente se instaló en 1934. este escenario ha sido testigo de varios e importantes acontecimientos en el siglo XX, entre ellos, actos religiosos, políticos, artísticos, deportivos y sociales como el velatorio de Carlos Gardel o la fiesta de casamiento de Diego Armando Maradona.
En 1980 recibió una Mención Especial de los Premios Konex por su importante contribución al deporte argentino. En febrero de 2007, a través del decreto 123/07 fue declarado Monumento Histórico Nacional.

## Deportes
Uno de sus nombres tradicionales es el del "Palacio de los Deportes", caracterizándose fundamentalmente por los combates de boxeo que allí se desarrollaban. Por él transitaron deportistas en esa disciplina, de primera línea, tales como Carlos Monzón, Nicolino Locche, Ringo Bonavena, Pascual Pérez, consiguiendo, algunos, los respectivos títulos mundiales en sus categorías.
Fue sede del Campeonato Mundial de Baloncesto en 1950 y 1990.

## Eventos no deportivos
El Luna Park es una instalación apta para albergar eventos de cualquier tipo, desde convenciones hasta representaciones musicales, conciertos de música clásica y pop: en 1975,  aquí tuvieron lugar los conciertos despedida de Sui Géneris. en 1987, con motivo de la segunda visita del Papa Juan Pablo II a Argentina, la estructura acogió su encuentro con los fieles de Buenos Aires; actuaron en el Luna Park el bailarín español Joaquín Cortés, el tenor italiano Luciano Pavarotti, los cantantes estadounidenses Liza Minnelli y Frank Sinatra; en la década de 1980 actuaron algunos de los grupos de pop más populares de la época, incluidos los noruegos A-ha, el británico Duran Duran, los Pet Shop Boys; más recientemente ha sido incluido en las giras de artistas internacionales como Mark Knopfler, Jethro Tull, Thirty Seconds to Mars, Michael Bublé, Isabel Pantoja, Diana Ross y el grupo argentino Babasonicos.

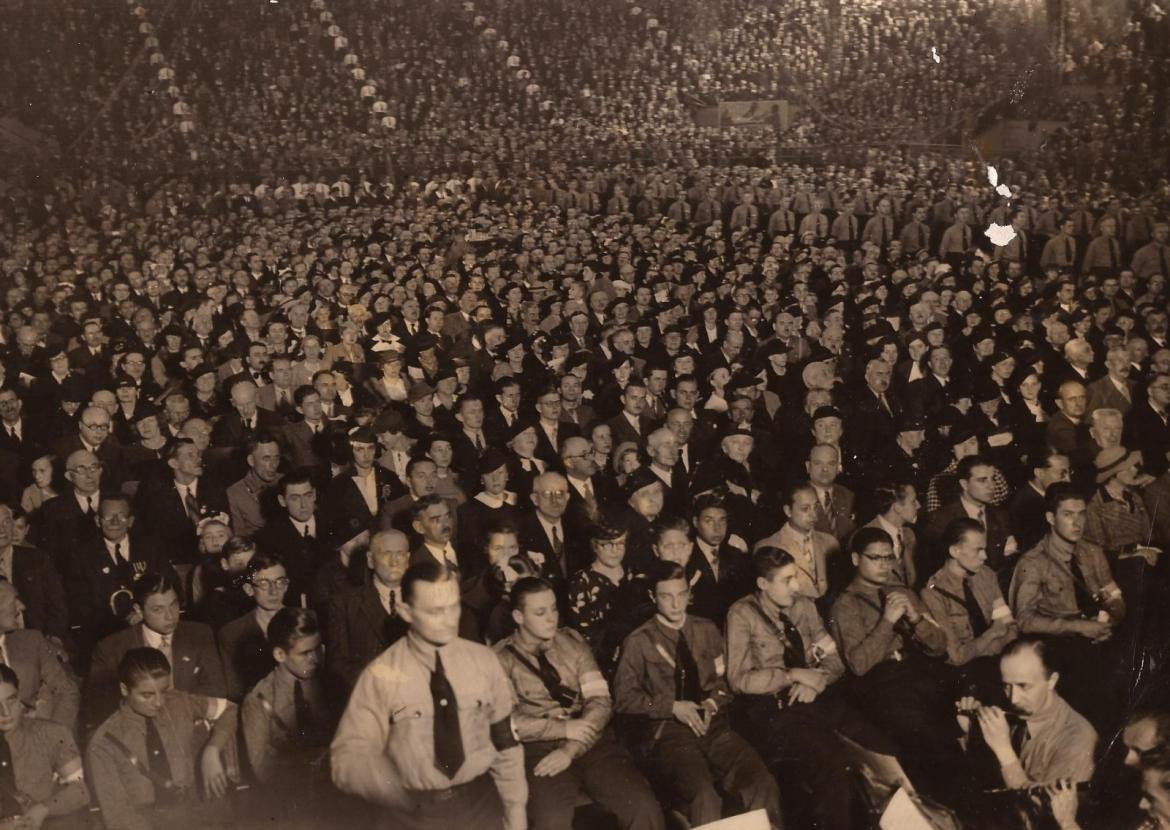
Personas asistiendo a la celebración del Anschluss.

El 10 de abril de 1938 se llevó a cabo una celebración del Anschluss en el Luna Park, y fue el evento nazi más grande realizado fuera de Alemania, con la asistencia de aproximadamente 20 000 personas.
El 23 de enero de 1948, en el marco de un acto convocado por la Confederación General del Trabajo (CGT) ante delegaciones obreras latinoamericanas, Eva Duarte de Perón dirigió el discurso de bienvenida y apertura. Allí pronunció las célebres palabras "como Uds. mejor que nadie saben, mientras esté el General Perón en la Casa, la justicia social se cumplirá inexorablemente cueste lo que cueste y caiga quien caiga".
También se llevarían a cabo las ediciones de Red Bull Batalla de los Gallos en sus finales nacionales celebradas en Argentina, como en 2019, cuando Trueno se impuso en la final al freestyler Wolf, llevándose el título de campeón nacional y consiguiendo su pase a la Final Internacional de Red Bull Batalla de los Gallos 2019.

## Cierre y rumores de demolición
El Luna Park cerró sus puertas al público el 14 de enero de 2025 por motivos de remodelación, lo que generó confusión y preocupación en la sociedad, dado el temor de que el famoso recinto pierda su esencia histórica. En febrero de 2025 comenzaron a circular a través de diversos medios de comunicación supuestos rumores de demolición con el fin de ampliar la capacidad y el aforo del estadio, lo cuales estaban bajo la aprobación de la Comisión Nacional de Monumentos, el Arzobispado de Buenos Aires y el Gobierno de la Ciudad,generando conmoción, lamentación y un enorme descontento en la sociedad, principalmente entre la población porteña, dada la pérdida cultural que significaría para la Ciudad de Buenos Aires.Después de que circularan los supuestos rumores de su demolición, DF Entertainment, que tiene la concesión y administración del estadio, aclaró que será objeto de una remodelación, catalogando dicho accionar como «puesta en valor», desmintiendo dichos rumores.En la actualidad, el futuro del recinto sigue siendo incierto.
En junio de 2025 DF Entertainment y Live Nation anunciaron la renovación y el gerenciamiento del Luna Park.

## Galería

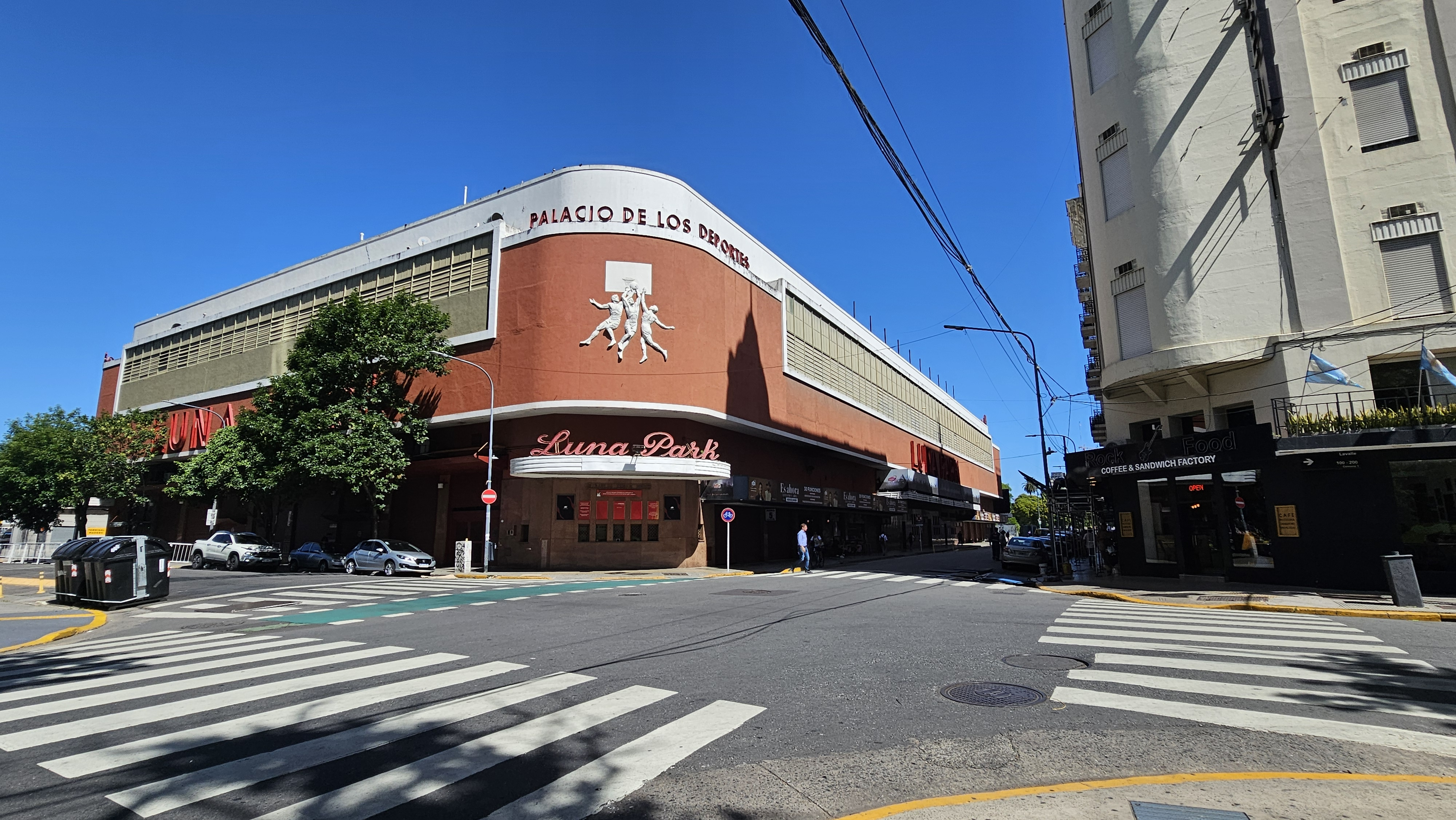
Lavalle y Bouchard - Diciembre 2024

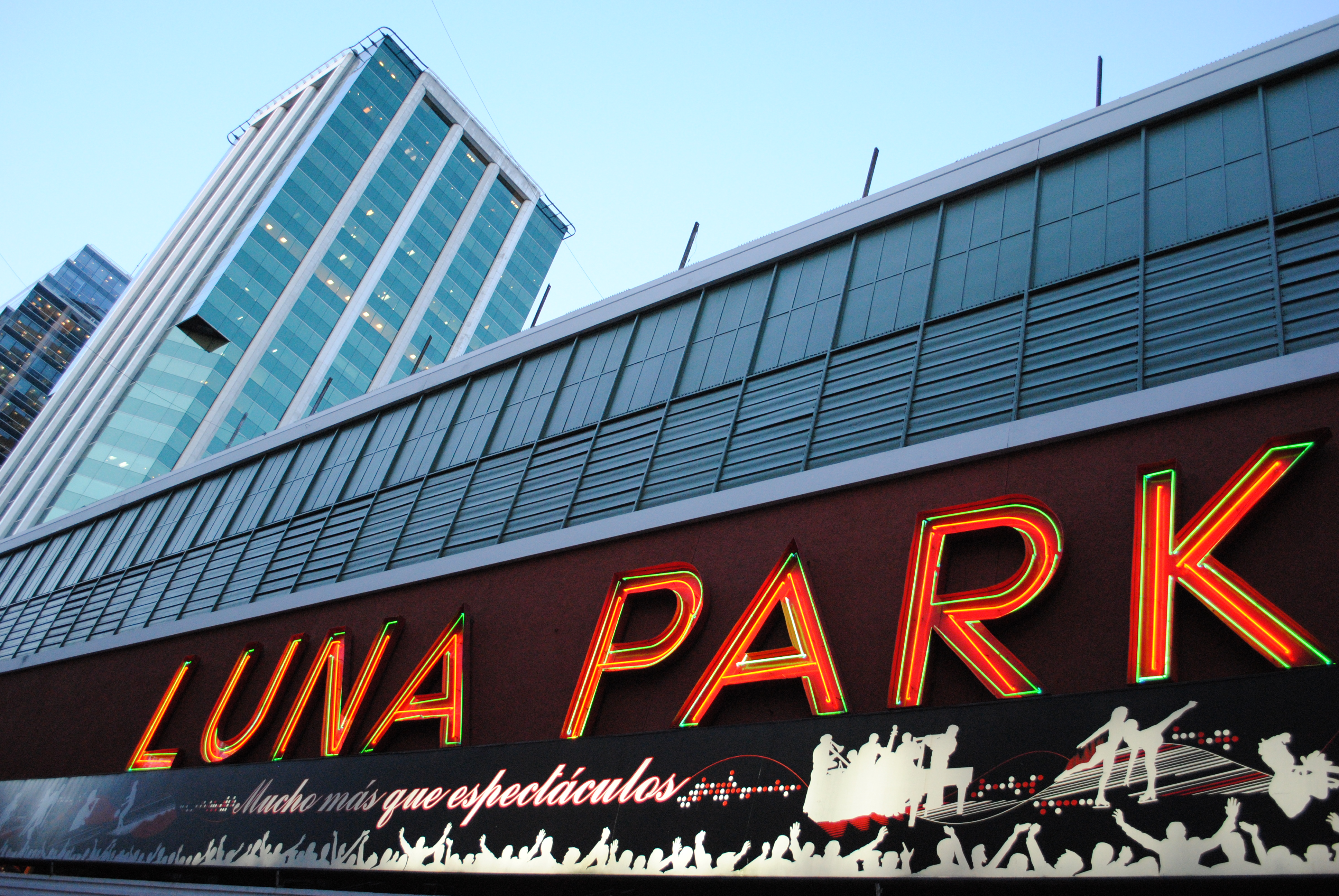
Ícono porteño del Luna Park
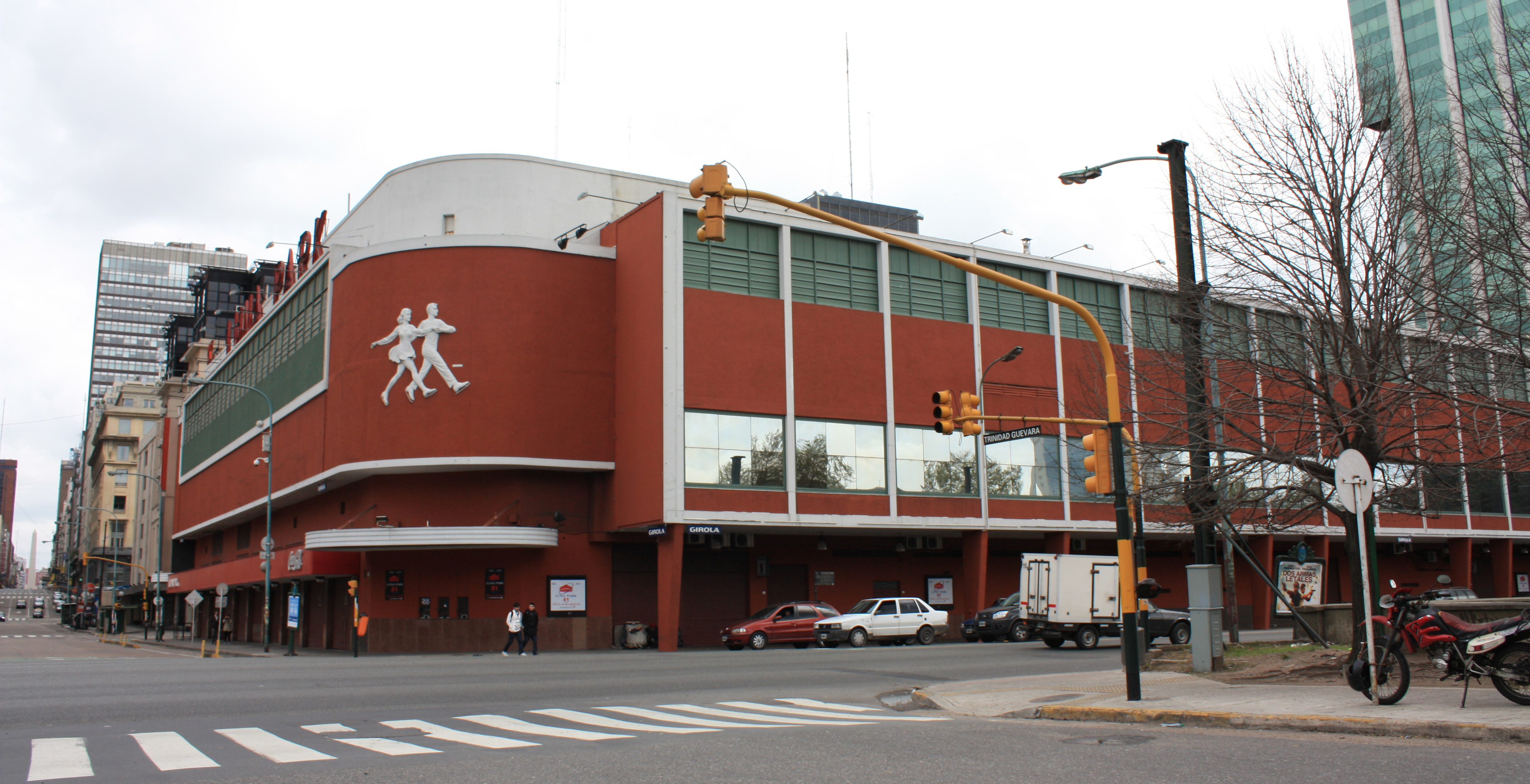
Vista del Luna Park desde Trinidad Guevara
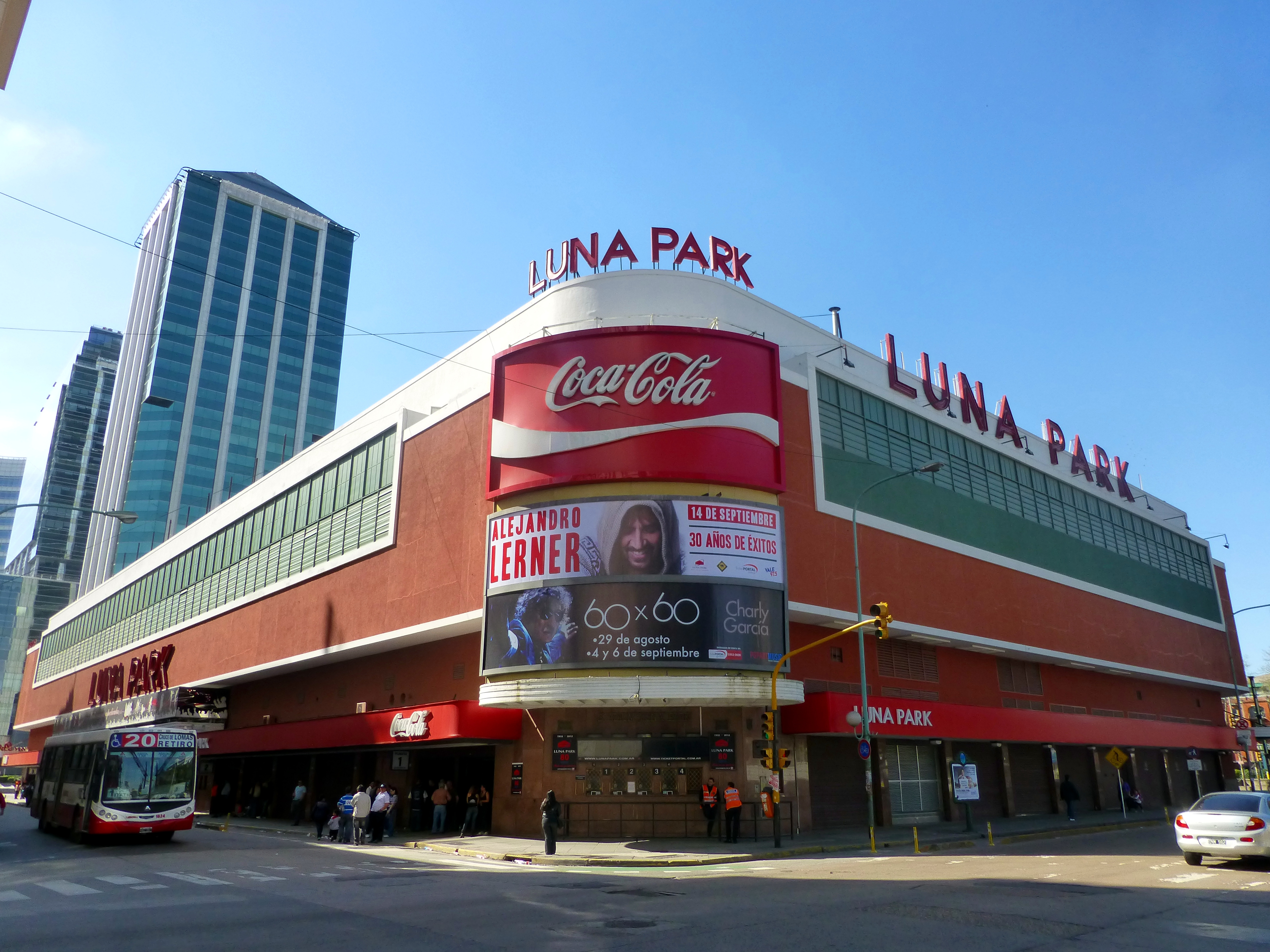
Vista del Luna Park
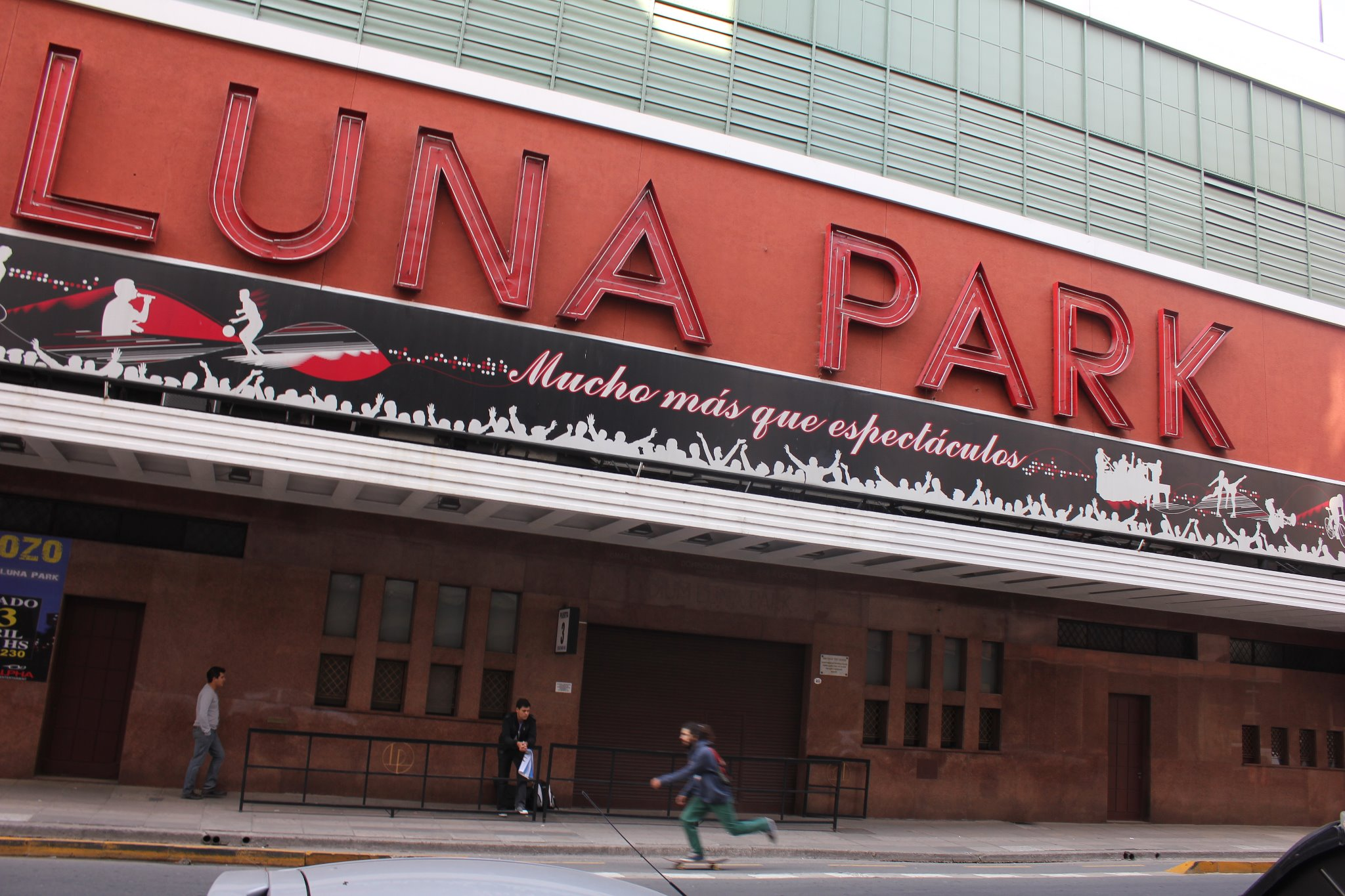
Entrada
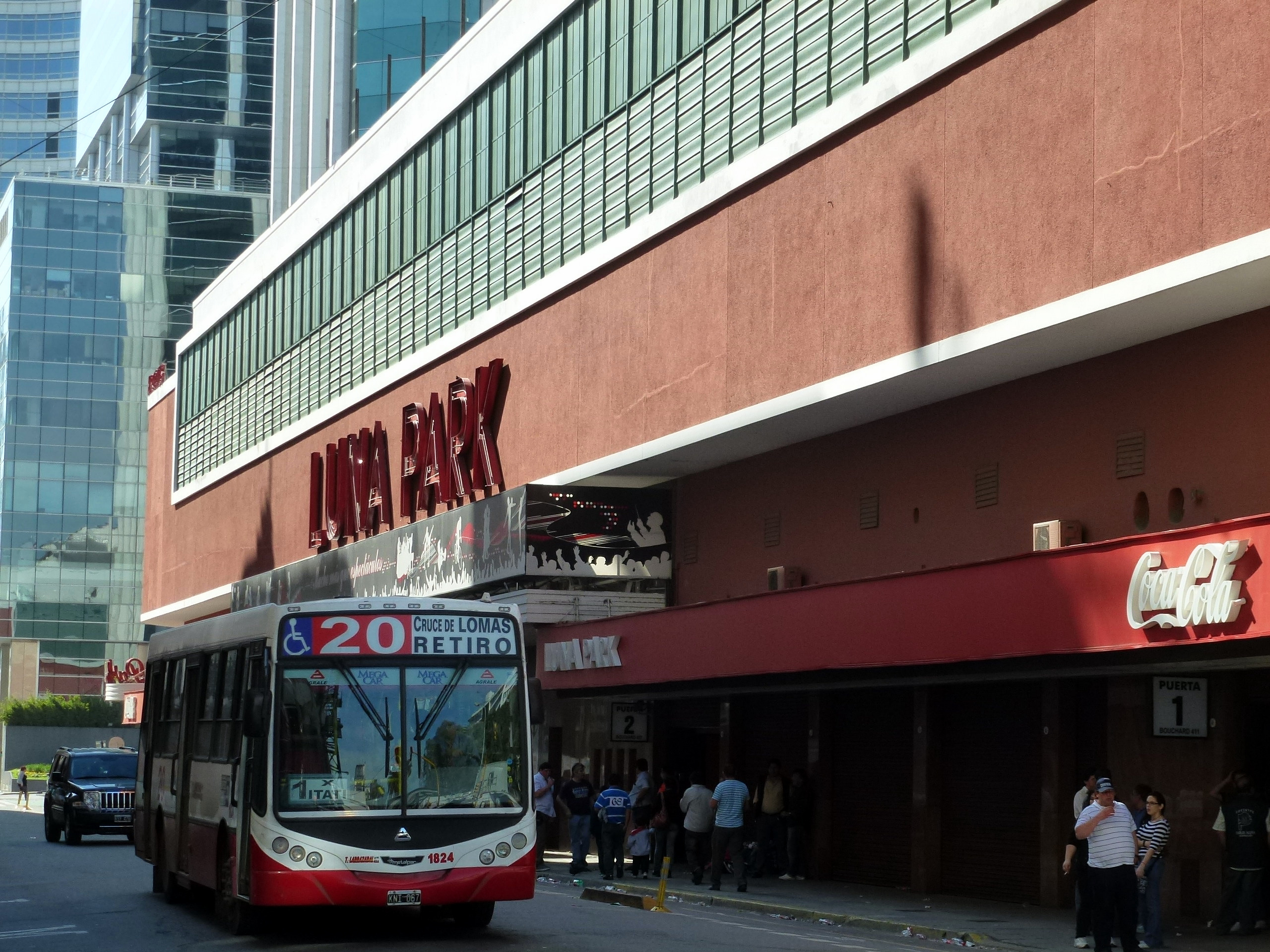
Vista del Luna Park, 2 de septiembre de 2012